# Bleed for Me
"Bleed for Me" (en français, "saigne pour moi") a été le sixième single du groupe de punk rock Dead Kennedys. Il est sorti en juillet 1982 sur Alternative Tentacles, avec en face B "Life Sentence". Le morceau évoque la torture d'État et la politique étrangère américaine.

## Ambiance musicale et textes
La musique est froide et intimidante, et les paroles décrivent des enlèvements et des tortures perpétrés par une police secrète (vraisemblablement la Central Intelligence Agency). Il suit un pont, puis la musique devient légère et presque joyeuse alors que les paroles décrivent la politique étrangère américaine comme utilisant des dictatures meurtrières pour obtenir des concessions économiques qui favorisent les entreprises américaines,.

## Utilisations et reprises du morceau
"Bleed for Me" est utilisé en fond sonore de la chanson des Dead Kennedys " Kinky Sex (Makes the World Go 'Round) ", dans laquelle un assistant de Reagan à la Maison Blanche organise la troisième Guerre mondiale au téléphone avec Margaret Thatcher, qui gémit érotiquement à chaque nouvelle atrocité ; cette piste peut être une référence à la bande Thatchergate.
La chanson a également été interprétée pour le film Urgh! Une guerre de la musique, avec un autre pont sur Rosalynn Carter. Lors de concerts avec les Melvins à l'époque des guerres en Afghanistan et en Irak, à la suite du 11 septembre, Jello a remplacé « musulmans » par « russes » dans le verset « Alors, qu'est-ce que dix millions de morts, si cela empêche les Russes d'entrer ? ».
La chanson a également été reprise par de nombreux groupes, notamment Pearl Jam qui ont sorti la chanson pour leurs dernières tournées, en remplaçant le lyrique plus approprié "cowboy Georgie " par "cowboy Ronnie ", en référence au président précédent de les États-Unis.

## Charts
| Graphique (1982) | Meilleure place |
| ---------------- | --------------- |
| UK Indie Chart   | 3               |

## Voir également
- Ronald Reagan en musique